# Vaiśravaṇa
 (janvier 2011).
Si vous disposez d'ouvrages ou d'articles de référence ou si vous connaissez des sites web de qualité traitant du thème abordé ici, merci de compléter l'article en donnant les références utiles à sa vérifiabilité et en les liant à la section « Notes et références ».

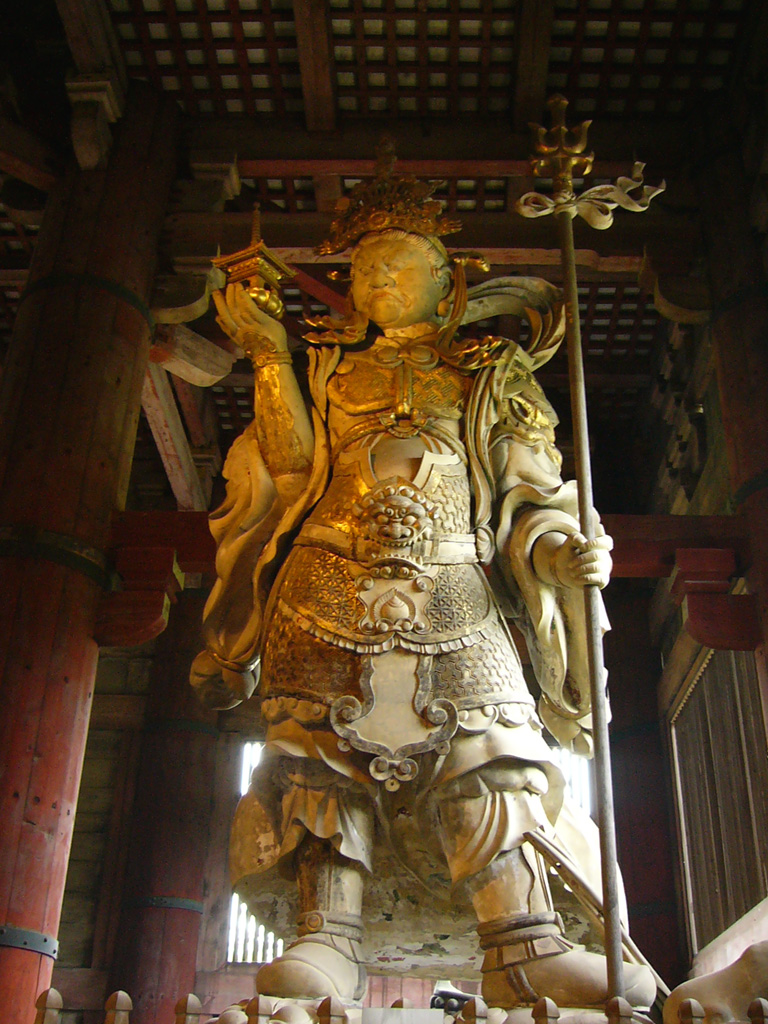
Bishamon-ten au kondō du Tōdai-ji.

Vaiśravaṇa (sanskrit : वैश्रवण) ou Kubera (sanskrit : कुबेर) est l'un des Quatre Rois célestes, divinités bouddhiques des horizons. Il est le dieu protecteur de la loi bouddhique et de la prospérité, en 多闻天王 / 多聞天王, duōwén tiānwáng, « Roi céleste aux nombreuses questions », ou 毗沙门天 / 毘沙門天, pí shāmén tiān, en japonais Bi-shamon-ten (毘沙門天), considéré comme divinité des guerriers.
Roi protecteur au Nord ou gardien du Nord, ce défenseur de la loi bouddhique est représenté en armure tenant une pagode (reliquaire) dans sa main droite et dans sa main gauche un bâton surmonté d'un joyau, une lance ou un trident.

## Au Japon
Au Japon, le shinto populaire le considère comme un des trois kamis de la guerre (san senjin), aussi appelé Tamon ten (多聞天). On le représente debout sur un yaksha (en Inde, des démons anthropophages) qu'il est censé contrôler ; souvent, il tient une pagode dans sa main gauche. Dans le groupe des Sept Divinités du Bonheur, on lui prête la faculté d'apporter le succès. Il est aussi un dieu patron des apprentis.

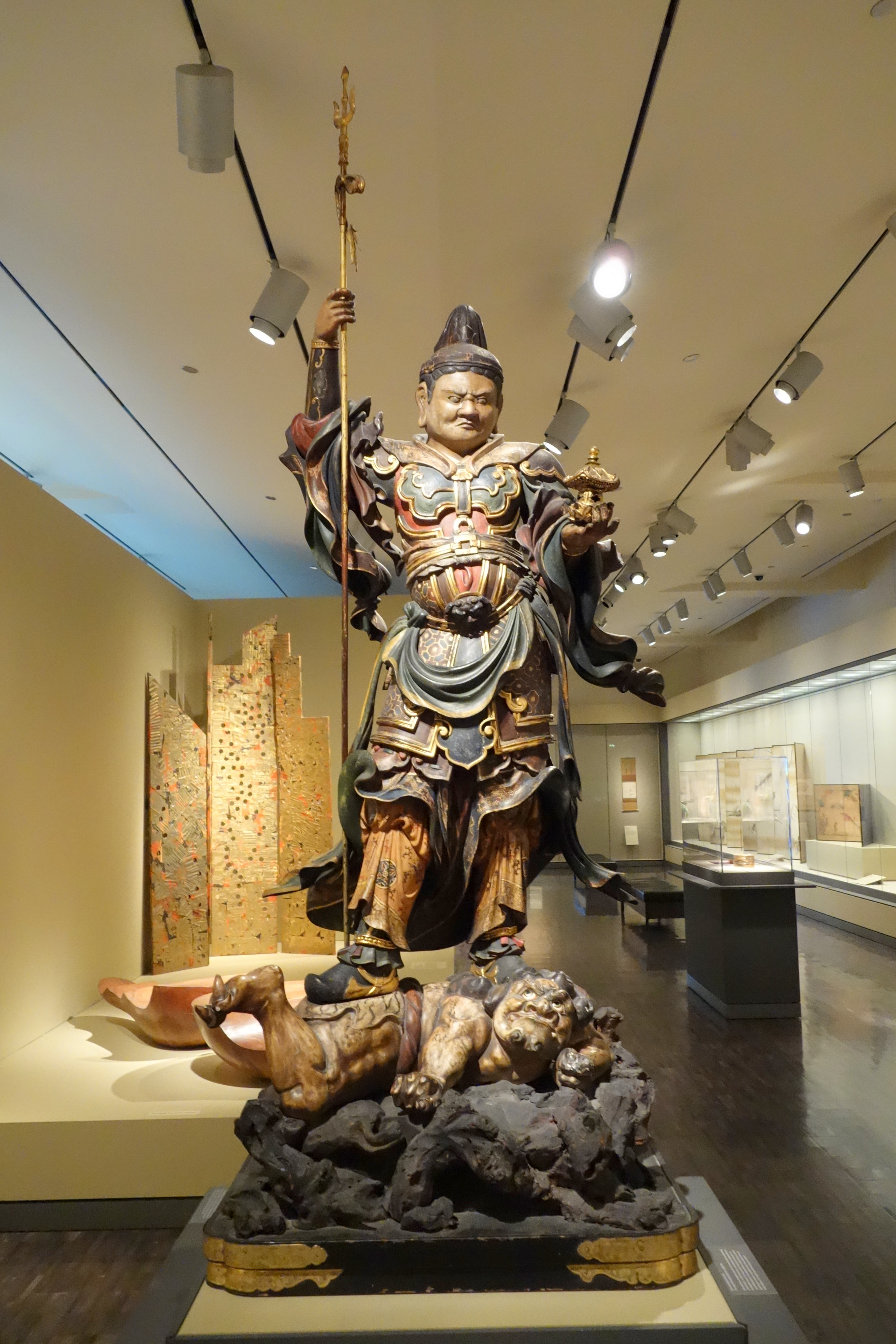
Statue de Bishamonten, XVIIe siècle.
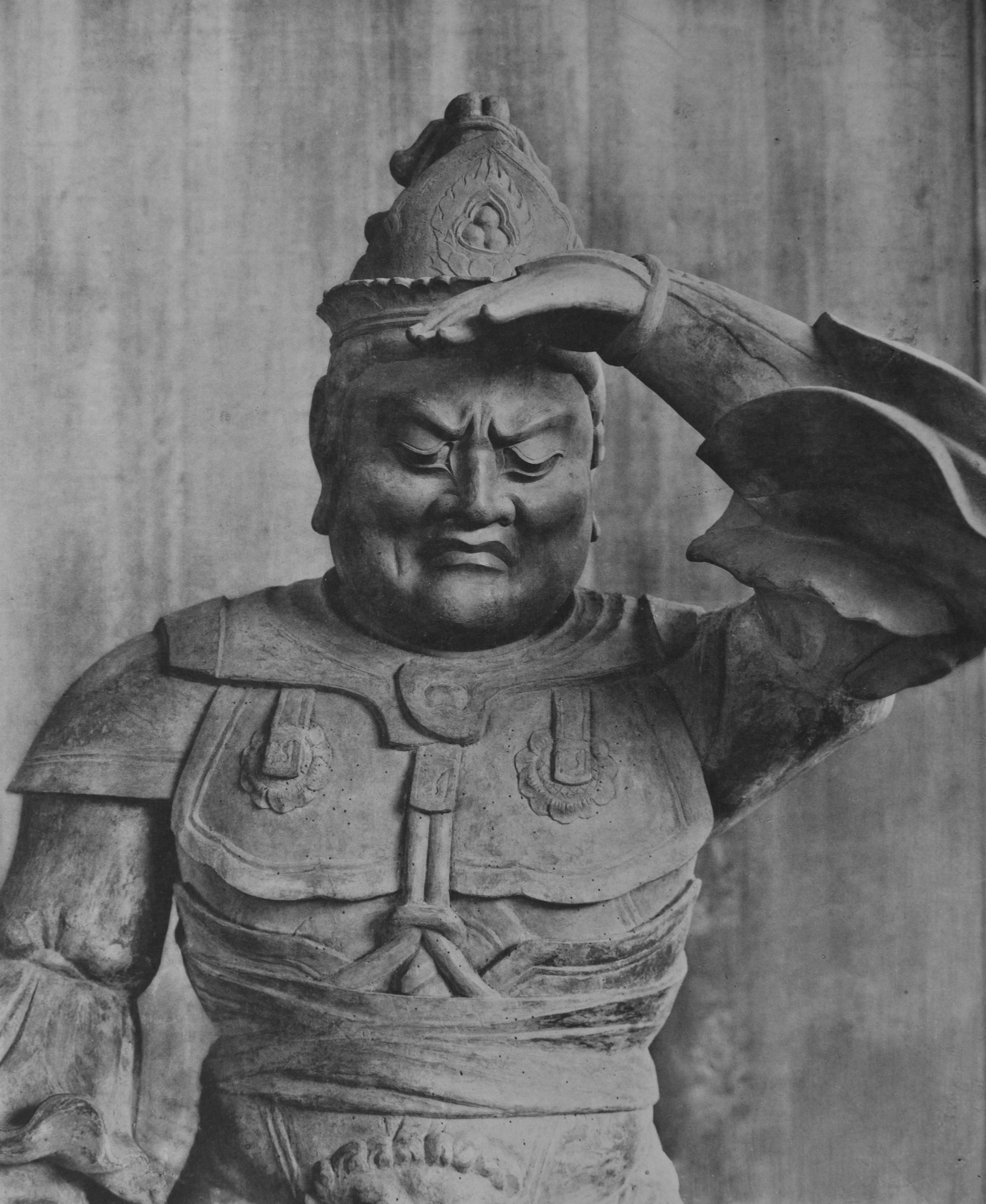
Bishamonten du temple Kurama-dera, trésor national, à la pose inhabituelle : il veille sur Kyoto probablement[1].

## Au Tibet

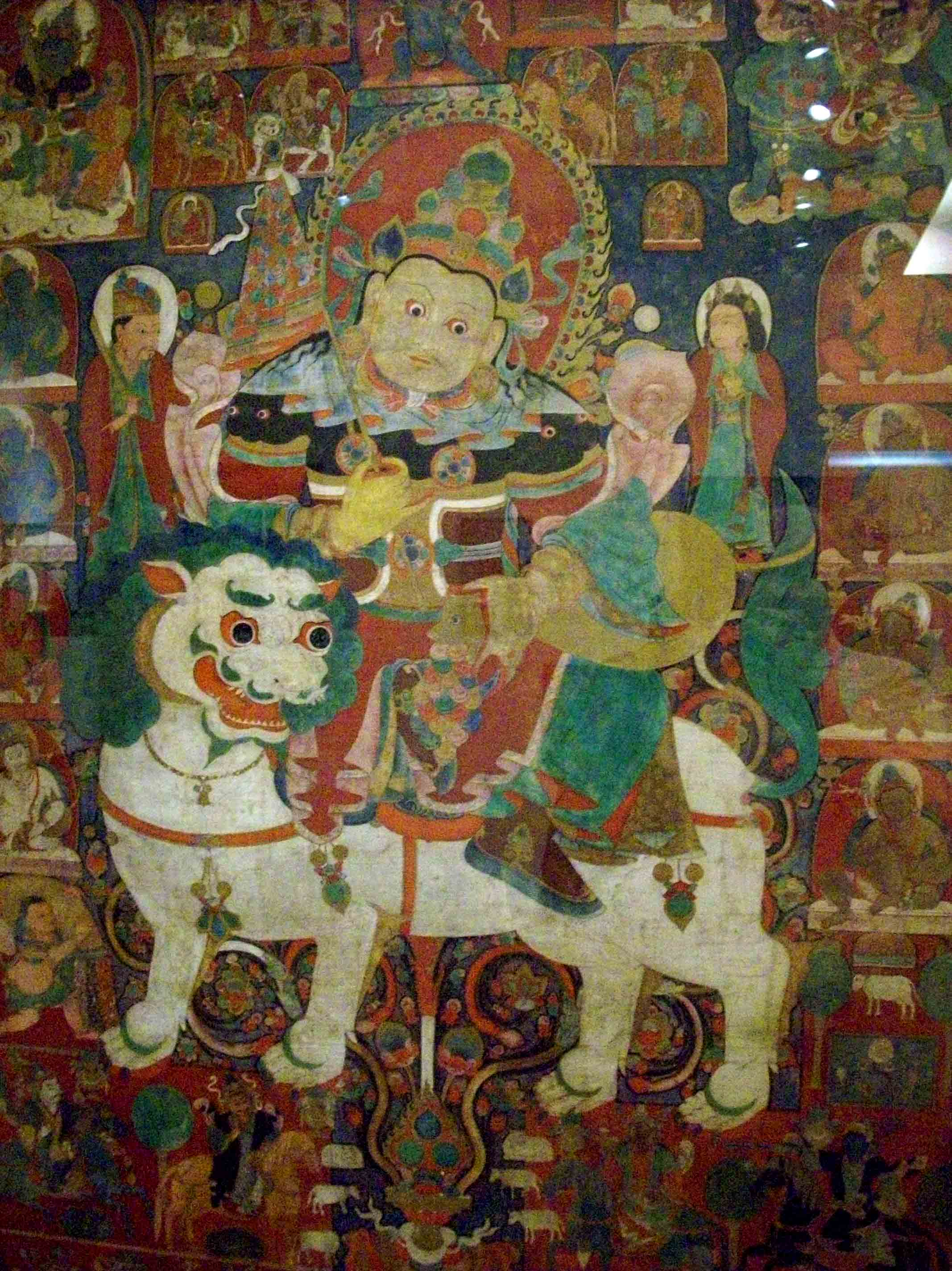
Thangka représentant Vaiśravana chevauchant un lion des neiges, seconde moitié du XIVe siècle, musée Guimet.

Au Tibet, Vaiśravaṇa est considéré comme un protecteur mondain du Dharma. Il est aussi connu comme le roi du Nord. Comme le gardien du Nord, il est souvent peint sur les peintures murales de temple en dehors de la porte principale. Il est vu aussi comme un dieu de richesse. Comme tel, Vaiśravana est peint portant quelquefois un citron, le fruit de l'arbre jambhara, un jeu de mots sur un autre de ses noms (dans la prononciation tibétaine dzambala ou zambala). Les fruits aident à le distinguer comme une icône des représentations de Kubera. Il est quelquefois représenté corpulent et couvert de bijoux. Quand il est montré assis, son pied droit est généralement pendant et soutenu par un lotus sur lequel se trouve une conque. Sa monture est un lion des neiges. 
Les bouddhistes tibétains considèrent le sentiment de Jambhala concernant la richesse comme fournissant la liberté par la prospérité pour pouvoir se concentrer sur le chemin ou sur la spiritualité au lieu de la matérialité et temporalité de cette richesse.